# Hockey sur gazon aux Jeux d'Amérique centrale et des Caraïbes
La compétition de hockey sur gazon aux Jeux d'Amérique centrale et des Caraïbes est un événement international de hockey sur gazon organisé par l'Organisation sportive d'Amérique centrale et des Caraïbes (CACSO) dans le cadre des Jeux d'Amérique centrale et des Caraïbes. La compétition masculine a été introduite en 1982 et la compétition féminine de hockey sur gazon a été organisée pour la première fois lors des jeux de 1986.
Les équipes gagnantes se qualifient pour les prochains Jeux panaméricains.

## Tournoi masculin

### Résultats
| Édition | Lieu                       | Champion          | Vice-champion     | Troisième place        | Quatrième place        |
| ------- | -------------------------- | ----------------- | ----------------- | ---------------------- | ---------------------- |
| 1982    | La Havane                  | Cuba              | Mexique           | Barbade                | Trinité-et-Tobago      |
| 1986    | Santiago de los Caballeros | Cuba              | Mexique           | Trinité-et-Tobago      | Barbade                |
| 1990    | Mexico                     | Cuba              | Venezuela         | Mexique                | Trinité-et-Tobago      |
| 1993    | Ponce                      | Cuba              | Trinité-et-Tobago | Mexique                | Barbade                |
| 1998,   | Caracas                    | Cuba              | Mexique           | Trinité-et-Tobago      | Barbade                |
| 2002    | Porto Rico                 | Trinité-et-Tobago | Barbade           | Mexique                | Venezuela              |
| 2006    | Saint-Domingue             | Cuba              | Trinité-et-Tobago | Antilles néerlandaises | Mexique                |
| 2010    | Mayagüez                   | Mexique           | Trinité-et-Tobago | Barbade                | Antilles néerlandaises |
| 2014    | Veracruz                   | Cuba              | Trinité-et-Tobago | Mexique                | Barbade                |
| 2018    | Barranquilla               | Cuba              | Mexique           | Trinité-et-Tobago      | Guyana                 |
| 2023    | San Salvador               | Équipe ?????      | Équipe ?????      | Équipe ?????           | Équipe ?????           |

### Performances des équipes nationales
| Équipe                 | Champion                                            | Vice-champion              | Troisième place              | Quatrième place            |
| ---------------------- | --------------------------------------------------- | -------------------------- | ---------------------------- | -------------------------- |
| Cuba                   | 8 (1982*, 1986, 1990, 1993, 1998, 2006, 2014, 2018) |                            |                              |                            |
| Mexique                | 1 (2010)                                            | 4 (1982, 1986, 1998, 2018) | 4 (1990*, 1993, 2002, 2014*) | 1 (2006)                   |
| Trinité-et-Tobago      | 1 (2002)                                            | 4 (1993, 2006, 2010, 2014) | 3 (1986, 1998, 2018)         | 2 (1982, 1990)             |
| Barbade                |                                                     | 1 (2002)                   | 2 (1982, 2010)               | 4 (1986, 1993, 1998, 2014) |
| Venezuela              |                                                     | 1 (1990)                   |                              | 1 (2002)                   |
| Antilles néerlandaises |                                                     |                            | 1 (2006)                     | 1 (2010)                   |
| Guyana                 |                                                     |                            |                              | 1 (2018)                   |

* = pays hôte

### Équipes apparues
| Équipe                 | 1982 | 1986 | 1990 | 1993 | 1998 | 2002 | 2006 | 2010 | 2014 | 2018 | 2023 | Total |
| ---------------------- | ---- | ---- | ---- | ---- | ---- | ---- | ---- | ---- | ---- | ---- | ---- | ----- |
| Mexique                | 2e   | 2e   | 3e   | 3e   | 2e   | 3e   | 4e   | 1er  | 3e   | 2e   | Q    | 11    |
| Trinité-et-Tobago      | 4e   | 3e   | 4e   | 2e   | 3e   | 1er  | 2e   | 2e   | 2e   | 3e   | Q    | 11    |
| Barbade                | 3e   | 4e   |      | 4e   | 4e   | 2e   | 5e   | 3e   | 4e   | 5e   | Q    | 10    |
| Cuba                   | 1er  | 1er  | 1er  | 1er  | 1er  |      | 1er  |      | 1er  | 1er  | Q    | 9     |
| Jamaïque               | 5e   |      | 5e   |      | 6e   | 6e   |      | 7e   | 6e   | 6e   | Q    | 8     |
| Porto Rico             | 6e   | 6e   |      | 7e   | 5e   | 5e   | 7e   | 6e   |      |      | Q    | 8     |
| Venezuela              |      |      | 2e   | 6e   | 7e   | 4e   | 6e   |      |      |      |      | 5     |
| République dominicaine |      |      |      |      |      |      | 8e   | 5e   | 5e   | 8e   |      | 4     |
| Bermudes               |      | 5e   | 6e   | 8e   |      |      |      |      |      |      |      | 3     |
| Guyana                 |      |      |      | 5e   |      |      |      |      |      | 4e   | Q    | 3     |
| Antilles néerlandaises |      |      |      |      |      |      | 3e   | 4e   |      |      |      | 2     |
| Guatemala              |      |      |      |      |      |      |      |      | 7e   | 7e   |      | 2     |
| Panama                 |      |      |      |      |      |      |      | 8e   |      |      |      | 1     |
| Salvador               |      |      |      |      |      |      |      |      |      |      | Q    | 1     |
| Total                  | 6    | 6    | 6    | 8    | 7    | 6    | 8    | 8    | 7    | 8    | 8    |       |

## Tournoi féminin

### Résultats
| Édition | Lieu                       | Champion          | Vice-champion          | Troisième place   | Quatrième place        |
| ------- | -------------------------- | ----------------- | ---------------------- | ----------------- | ---------------------- |
| 1986    | Santiago de los Caballeros | Trinité-et-Tobago | Jamaïque               | Barbade           | Mexique                |
| 1990    | Mexico                     | Jamaïque          | Mexique                | Trinité-et-Tobago | Cuba                   |
| 1993    | Ponce                      | Cuba              | Jamaïque               | Trinité-et-Tobago | Barbade                |
| 1998    | Caracas                    | Cuba              | Mexique                | Jamaïque          | Barbade                |
| 2002    | Porto Rico                 | Trinité-et-Tobago | Jamaïque               | Barbade           | Mexique                |
| 2006    | Saint-Domingue             | Cuba              | Antilles néerlandaises | Barbade           | Trinité-et-Tobago      |
| 2010    | Mayagüez                   | Trinité-et-Tobago | Mexique                | Barbade           | République dominicaine |
| 2014    | Veracruz                   | Cuba              | République dominicaine | Mexique           | Trinité-et-Tobago      |
| 2018    | Barranquilla               | Cuba              | Mexique                | Trinité-et-Tobago | Barbade                |
| 2023    | San Salvador               | Équipe ?????      | Équipe ?????           | Équipe ?????      | Équipe ?????           |

### Performances des équipes nationales
| Équipe                 | Champion                         | Vice-champion               | Troisième place            | Quatrième place      |
| ---------------------- | -------------------------------- | --------------------------- | -------------------------- | -------------------- |
| Cuba                   | 5 (1993, 1998, 2006, 2014, 2018) |                             |                            | 1 (1990)             |
| Trinité-et-Tobago      | 3 (1986, 2002, 2010)             |                             | 3 (1990, 1993, 2018)       | 2 (2006, 2014)       |
| Jamaïque               | 1 (2010)                         | 3 (1986, 1993, 2002)        | 1 (1998)                   |                      |
| Mexique                |                                  | 4 (1990*, 1998, 2010, 2018) | 1 (2014*)                  | 2 (1986, 2002)       |
| République dominicaine |                                  | 1 (2014)                    |                            | 1 (2010)             |
| Antilles néerlandaises |                                  | 1 (2006)                    |                            |                      |
| Barbade                |                                  |                             | 4 (1986, 2002, 2006, 2010) | 3 (1993, 1998, 2018) |

* = pays hôte

### Équipes apparues
| Équipe                 | 1986 | 1990 | 1993 | 1998 | 2002 | 2006 | 2010 | 2014 | 2018 | 2023 | Total |
| ---------------------- | ---- | ---- | ---- | ---- | ---- | ---- | ---- | ---- | ---- | ---- | ----- |
| Mexique                | 4e   | 2e   | 5e   | 2e   | 4e   | 6e   | 2e   | 3e   | 2e   | Q    | 10    |
| Trinité-et-Tobago      | 1er  | 3e   | 3e   |      | 1er  | 4e   | 1er  | 4e   | 3e   | Q    | 9     |
| Jamaïque               | 2e   | 1er  | 2e   | 3e   | 2e   | 5e   | 6e   | 7e   | 6e   |      | 9     |
| Barbade                | 3e   |      | 4e   | 4e   | 3e   | 3e   | 3e   | 5e   | 4e   | Q    | 9     |
| Bermudes               | 7e   | 5e   | 6e   | 5e   | 6e   | 7e   | 8e   | 8e   |      | Q    | 9     |
| Cuba                   | 5e   | 4e   | 1er  | 1er  |      | 1er  |      | 1er  | 1er  | Q    | 8     |
| République dominicaine |      |      |      |      |      | 8e   | 4e   | 2e   | 5e   | Q    | 5     |
| Porto Rico             |      |      |      |      | 5e   |      | 7e   |      |      | Q    | 3     |
| Guyana                 |      |      |      |      |      |      | 5e   | 6e   | 7e   |      | 3     |
| Bahamas                | 6e   |      |      |      |      |      |      |      |      |      | 1     |
| Venezuela              |      |      |      | 6e   |      |      |      |      |      |      | 1     |
| Antilles néerlandaises |      |      |      |      |      | 2e   |      |      |      |      | 1     |
| Guatemala              |      |      |      |      |      |      |      |      | 8e   |      | 1     |
| Salvador               |      |      |      |      |      |      |      |      |      | Q    | 1     |
| Total                  | 7    | 5    | 6    | 6    | 6    | 8    | 8    | 8    | 8    | 8    |       |